# De tolv apostlarnas kvorum

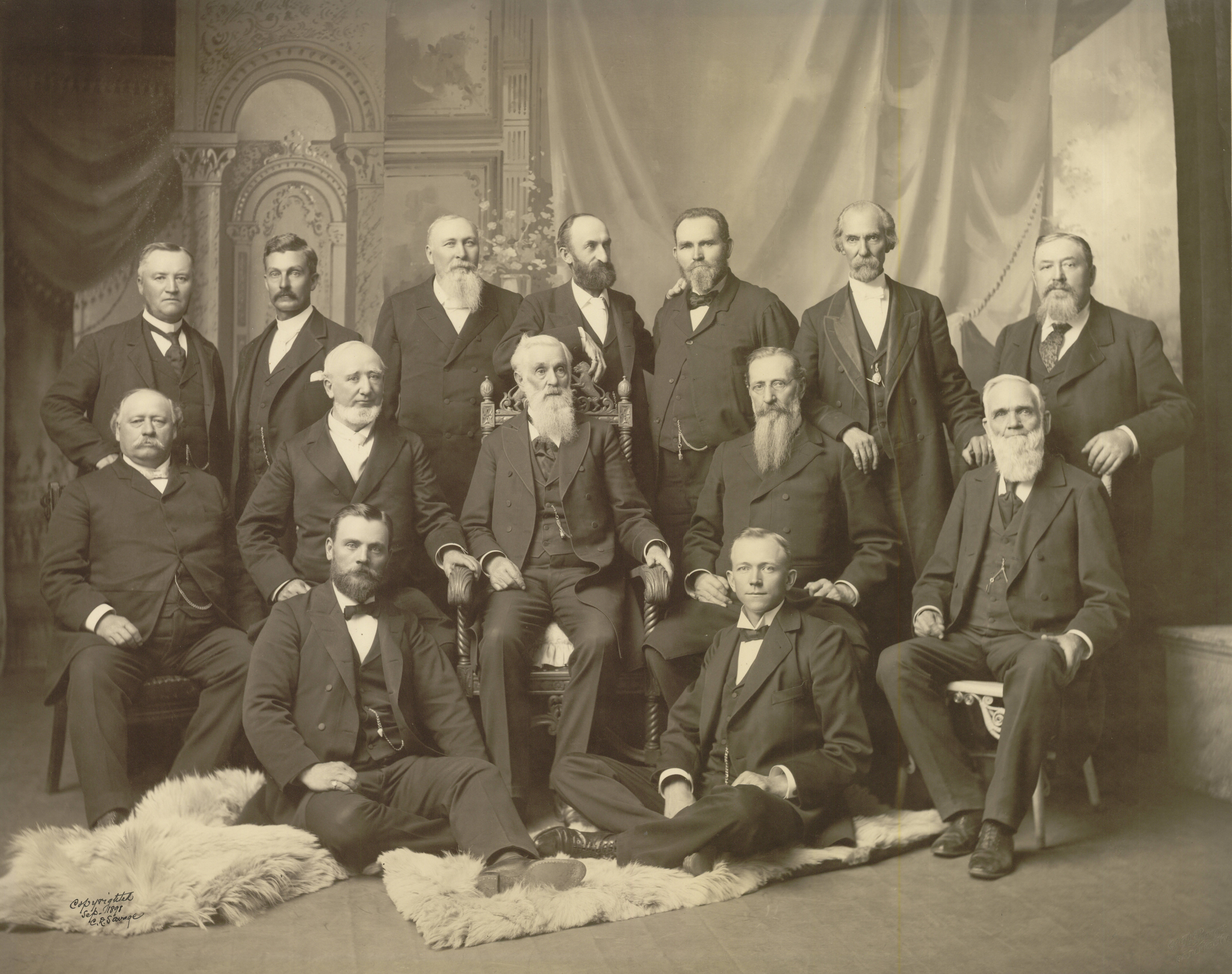
Gruppbild på första presidentskapet och de tolv apostlarnas kvorum 1898.

De tolv apostlarnas kvorum (Quorum of the Twelve Apostles) är en styrelse inom Jesu Kristi Kyrka av Sista Dagars Heliga. Kvorumets medlemmar kallas apostlar, och ses av kyrkans anhängare som särskilda vittnen om Jesus Kristus. Medlemmarna betraktas också som profet, siare och uppenbarare. som får gudomlig uppenbarelse och inspiration för att leda kyrkan.
Kvorumet grundades 1835 som ett "ett resande presiderande högråd som skall verka i Herrens namn under kyrkans presidentskaps ledning och i överensstämmelse med himlens ordning" Från början skulle de verka på sådana platser där kyrkan inte hade någon formell organisation. Detta ändrades dock senare. Vid Joseph Smiths död 1844 var Brigham Young kvorumets president. 1847 återinrättades första presidentskapet inom kyrkan och Young blev kyrkans president och de tolv apostlarnas kvorum blev direkt underställda första presidentskapet.
En viktig uppgift för kvorumet är att utse en ny president för kyrkan när presidenten dött. Man har alltid valt den medlem i kvorumet som varit medlem längst. Den nya presidenten väljer därefter ut två rådgivare, vanligen medlemmar i kvorumet. Under den tid som kyrkan står utan president utgör kvorumet kyrkans ledarskap. Kvorumet kan även besluta att vänta med att utse en ny president. I så fall styrs kyrkan av kvorumet tills så sker. Förutom efter Joseph Smiths död har kvorumet styrt kyrkan efter Brigham Youngs död 1877 tills John Taylor blev president 1880 och efter Taylors död 1887 till Wilford Woodruff blev president 1889. Efter senare presidenters död har första presidentskapet omorganiserats inom kort.
När en plats blir ledig i kvorumet samlas första presidentskapet och kvorumet för att bestämma vem som ska fylla platsen genom ett enhälligt beslut. Personen ordineras sedan som apostel.
Sedan november 2023 leds kvorumet av tillförordnade presidenten Jeffrey R. Holland, då dess formella president Dallin H. Oaks tjänstgör som rådgivare i första presidentskapet.